# Schloss Tyresö

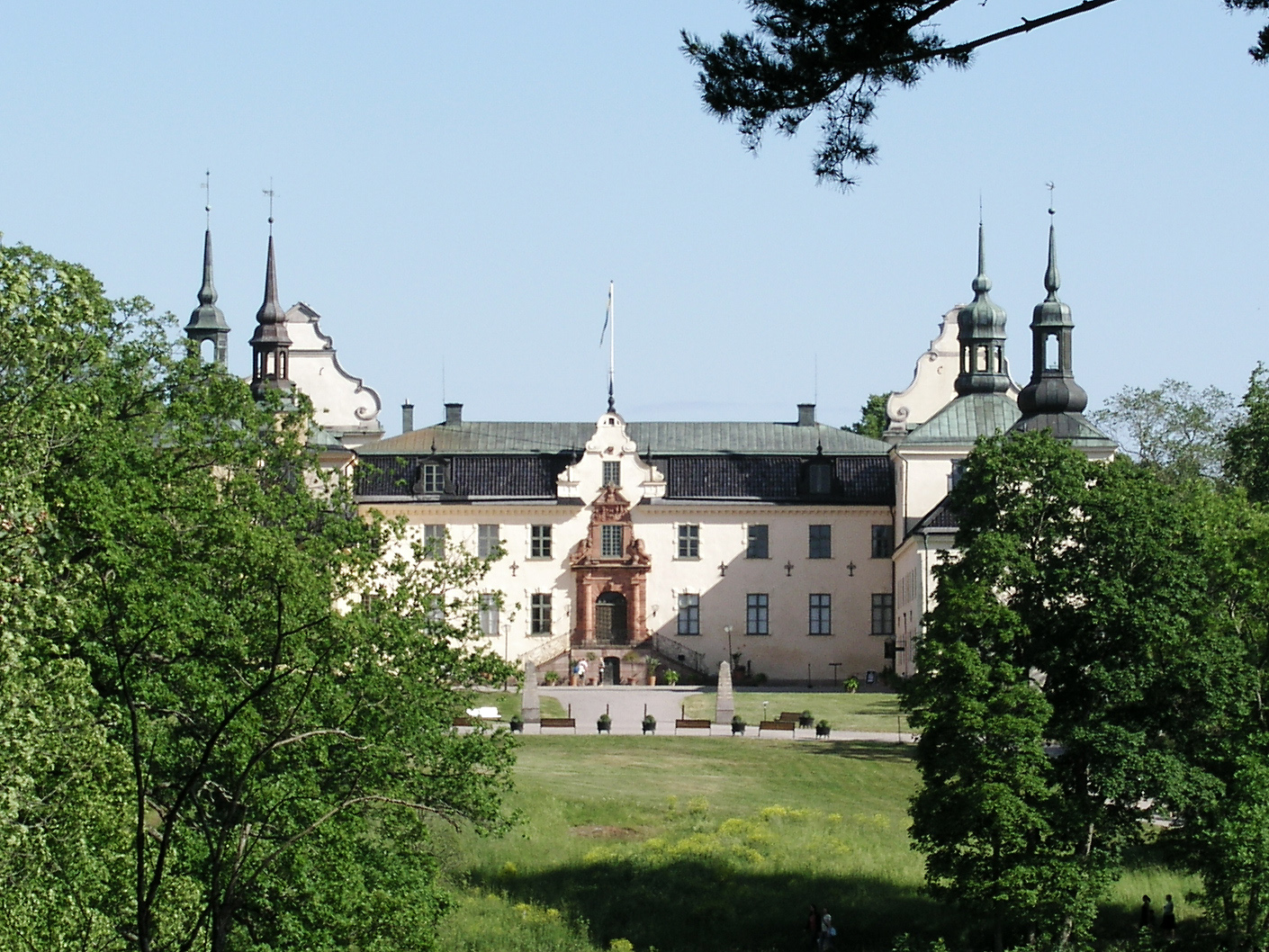
Schloss Tyresö

Schloss Tyresö liegt in der schwedischen Gemeinde Tyresö an einer Bucht der Ostsee ungefähr 18 km südöstlich von Stockholm.
Das Schloss besteht aus einem 40 Meter langen, 9 Meter breiten und 7 Meter hohen Hauptgebäude in drei Etagen mit Türmen an jeder Giebelseite. Dazu kommen zwei freistehende etwa 40 Meter lange Flügelbauten. Der westliche Flügel hat eine Etage und der östliche zwei Etagen sowie zwei Türme mit kupfernem Dach.
Im westlichen Flügel befinden sich ein Restaurant, ein Café, ein Weinkeller und eine Konferenzeinrichtung. Ans Schloss grenzt ein englischer Park an. Auf einer dem Park vorgelagerten Insel befinden sich eine Jugendherberge, ein Café und ein Gasthafen für Kleinboote. Das Gebäude steht heute unter Denkmalschutz.

## Geschichte
Der erste urkundlich notierte Besitzer des Gutes war der Reichsrat Erengisle Nilsson. Danach wechselte es zwischen den Adelsgeschlechtern Blå, Lilje und Ryning.
Die letzte Besitzerin des Geschlechts Ryning vererbte es an ihre Schwester, die dem Geschlecht Oxenstierna angehörte. 1624 überließ Barbro Oxenstierna das Gut an ihren Sohn, den Reichsdrost Gabriel Gustafsson Oxenstierna, der allgemein als Erbauer des aktuellen Schlosses angesehen wird. Der um 1620 begonnene Umbau des Gebäudes, dessen älteste Teile aus dem 14. oder 15. Jahrhundert stammen, wurde unter seiner Leitung 1633 abgeschlossen. Zwischen 1638 und 1640 erfolgte die Errichtung einer Kirche in der Nähe des Schlosses.
Gustaf Gabrielsson Oxenstierna Witwe Maria Sofia De la Gardie, war die nächste Eigentümerin des Schlosses. Sie ließ unter anderem eine Kleiderfabrik, eine Porzellanmanufaktur und eine Gewehrfabrik errichten, doch diese industriellen Bestrebungen missglückten. In der folgenden Zeit wechselte das Schloss oftmals den Besitzer. Neuen Glanz erhielt das Gebäude nach 1892 unter Landgraf Claes Lagergren, der dem Hauptgebäude ein neues Portal und eine Außentreppe gab sowie den östlichen Flügel umbaute und das Schloss mit Gemälden, gewebten Tapeten, antiken Möbeln und anderen Kunstwerken füllte.
Claes Lagergren verfügte in seinem Testament, dass das Schloss als Zeitdokument der Jahrhundertwende erhalten werden sollte und so geht es seit 1930 in die Sammlung des Nordiska Museet ein.